# Nutrición autótrofa

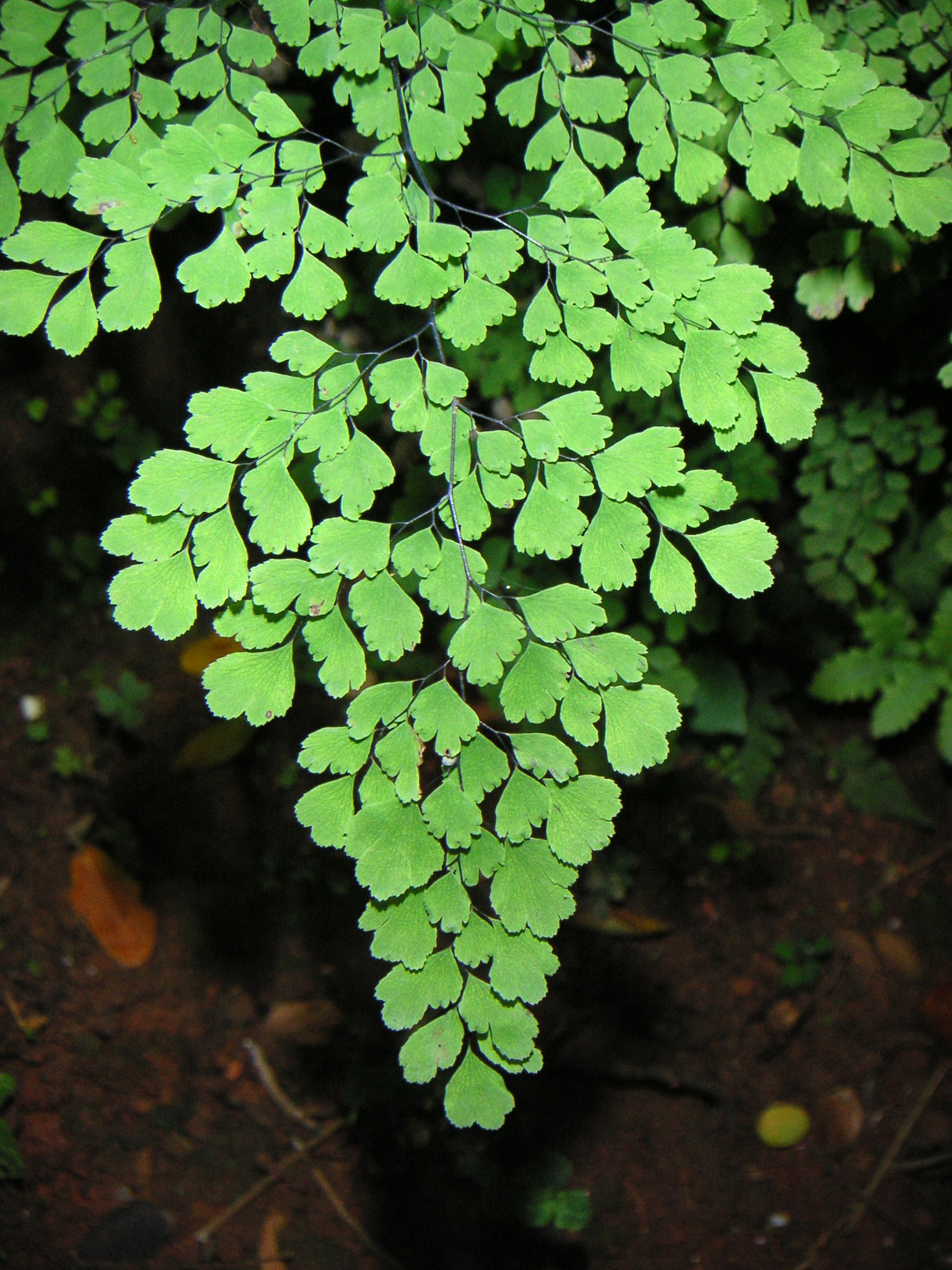
Las plantas son organismos autótrofos. Adiantum sp., Adiantaceae.

La nutrición autótrofa es la capacidad de ciertos organismos de sintetizar todas las sustancias esenciales para su metabolismo a partir de sustancias inorgánicas, de manera que para su nutrición no necesitan de otros seres vivos. Los organismos autótrofos pueden ser las plantas, las algas y algunas bacterias y arqueas.
Se denominan así porque generan su propio alimento, a través de sustancias inorgánicas para su metabolismo. Los organismos autótrofos producen su masa celular y materia orgánica a partir del dióxido de carbono, que es inorgánico, como única fuente de carbono, usando la luz o sustancias químicas como fuente de energía.
Los seres autótrofos pueden clasificarse en fotosintéticos y quimiosintéticos. Las plantas y otros organismos que usan la fotosíntesis se llaman fotolitoautótrofos; las bacterias que utilizan la oxidación de compuestos inorgánicos, como el anhídrido sulfuroso o compuestos ferrosos, para producir energía se llaman quimiolitotróficos.
Los seres heterótrofos, como los animales, los hongos, los protozoos, los mohos mucilaginosos y la mayoría de las bacterias y arqueas, dependen de los autótrofos, ya que aprovechan la materia que estos contienen para fabricar moléculas orgánicas complejas.

## Tipos
Los seres vivos basan su composición en compuestos en los que el elemento químico definitorio es el carbono (compuestos orgánicos), y los autótrofos obtienen todo el carbono a través de un proceso metabólico de fijación del carbono llamado ciclo de Calvin.

## Tarea ecológica

Cadena trófica. El primer eslabón o nivel trófico es el productor, que obtiene la energía de la luz del sol, mediante la fotosíntesis.

Los organismos autótrofos forman el primer eslabón en las cadenas tróficas como productores primarios de la materia orgánica que circula a través de ellas. Son necesariamente los organismos más abundantes, ya que, dada la eficiencia limitada de los procesos metabólicos, cada eslabón está mucho menos representado que los anteriores.
Los seres autótrofos son una parte esencial en la cadena alimenticia, ya que benefician a otros seres vivos, llamados heterótrofos, que utilizan a los autótrofos como alimento. Los autótrofos obtienen los átomos y la energía que necesitan de fuentes abióticas, como la luz solar (por medio de la fotosíntesis) o las reacciones químicas entre sustancias minerales (por medio de la quimiosíntesis), así como de fuentes inorgánicas, como el dióxido de carbono, y los convierten en moléculas orgánicas que utilizan para desarrollar funciones biológicas, como su propio crecimiento celular, además de servir de alimento a los heterótrofos.